# 2기 구 명인전
2기 구 명인전(第2期舊名人戰, 간지: 第2期旧名人戦)은 요미우리 신문 주최로 진행된 초기 14회의 명인전중 두 번째 대회이다.

## 대회 요약
사카다 에이오 9단이 오청원 9단과의 도전자 결정전 최종국을 승리로 장식하면서 1기 명인 후지사와 히데유키와 도전 7번기를 가지게 되었다. 제7국까지 가는 접전 끝에 사카다 에이오 9단기 2기 명인위를 차지하게 된다.

## 대회 일정
| 구분   | 일정                             |
| ------ | -------------------------------- |
| 본선   | 1962년 9월 - 1963년 7월 6일      |
| 도전기 | 1963년 8월 4일 - 1963년 9월 30일 |

## 본선 리그
본선리그는 전기 본선 성적 상위6명과 최종예선을 거쳐 선발된 3명이 진행했다. 덤은 5집에 빅 백승.
| 전기순위 | 기사명                     | 사카다 | 오청원 | 후지사와 | 미야모토 | 기타니 | 하시모토 | 한다 | 하야시 | 스스키 | 성적   | 순위 |
| 1        | 사카타 에이오 (坂田榮男)   | -      | 승     | 패       | 승       | 승     | 승       | 승   | 승     | 승     | 7승1패 | 1위  |
| 2        | 오청원 (吳淸源)            | 패     | -      | 승       | 패       | 패     | 승       | 승   | 승     | 승     | 5승3패 | 2위  |
| 6        | 후지사와 호사이(藤沢朋斎)  | 승     | 패     | -        | 패       | 승     | 승       | 패   | 승     | 승     | 5승3패 | 3위  |
|          | 미야모토 나오끼 (宮本直毅) | 패     | 승     | 승       | -        | 승     | 패       | 승   | 패     | 승     | 5승3패 | 4위  |
| 4        | 기타니 미노루 (木谷實)     | 패     | 승     | 패       | 패       | -      | 승       | 패   | 승     | 승     | 4승4패 | 5위  |
| 5        | 하시모토 쇼지 (橋本昌二)   | 패     | 패     | 패       | 승       | 패     | -        | 승   | 승     | 승     | 4승4패 | 6위  |
| 3        | 한다 도겐 (半田道玄)       | 패     | 패     | 승       | 패       | 승     | 패       | -    | 패     | 승     | 3승5패 | 탈락 |
|          | 하야시 유타로 (林有太郞)   | 패     | 패     | 패       | 승       | 패     | 패       | 승   | -      | 패     | 2승6패 | 탈락 |
|          | 스즈키 고시오 (鈴木越雄)   | 패     | 패     | 패       | 패       | 패     | 패       | 패   | 승     | -      | 1승7패 | 탈락 |

### 본선 주요 대국
- 본선 리그 최종국은 6승1패를 달리고 있던 사카다 에이오 9단과 5승2패를 기록하고 있던 오청원 9단과의 대국이었다. 이 최종국의 승자가 도전자로 결정되기 때문에 가장 주목받는 대국이었으나 결과는 의외로 쉽게 나 버렸다. 오청원 9단이 백번으로 173수만에 투석

| 1963년 7월 5-6일 | 오 청 원 8시간2분 | 흑불계승 173수 | 사카다 에이오 8시간19분 | 덤:5집 빅백승 |

## 도전기
도전기는 전기 명인 타이틀 보유자 후지사와 히데유키 9단과 본선 리그 1위로 도전권을 따낸 사카다 에이오 9단의 7번기로 진행되었다. 시카다 에이오 9단이 2승을 먼저 올렸으나 3연패를 당해 위기까지 몰렸다가 다시 2승을 추가해 4승 3패로 2기 명인 타이틀을 타이틀을 차지했다.
| 명인              | 전적  | 도전자        |
| ----------------- | ----- | ------------- |
| 후자사와 히데유키 | 3 - 4 | 사카다 에이오 |

### 상세 결과
| 1963년 8월 4-5일 동경 福田家 | 후지사와 히데유키 7시간 | 흑1집승 242수 | 사카다 에이오 8시간59분 | 덤:5집 빅백승 |

| 1963년 8월 13-14일 札幌 宇惠田 | 사카다 에이오 9시간50분 | 백빅승 261수 | 후지사와 히데유키 6시간20분 | 덤:5집 빅백승 |

| 1963년 8월 23-24일 西宮 甲陽園 | 후지사와 히데유키 9시간9분 | 백14집승 256수 | 사카다 에이오 9시간53분 | 덤:5집 빅백승 |

| 1963년 9월 2-3일 氷見 譽一莊 | 사카다 에이오 9시간59분 | 흑12집승 291수 | 후지사와 히데유키 7시간30분 | 덤:5집 빅백승 |

| 1963년 9월 13-14일 秋田 池鯉亭 | 후지사와 히데유키 9시간58분 | 백2집승 215수 | 사카다 에이오 9시간59분 | 덤:5집 빅백승 |

| 1963년 9월 21-22일 동경 副田家 | 사카다 에이오 9시간55분 | 백불계승 172수 | 후지사와 히데유키 8시간50분 | 덤:5집 빅백승 |

| 1963년 9월 29-30일 동경 副田家 | 사카다 에이오 9시간50분 | 백불계승 178수 | 후지사와 히데유키 7시간49분 | 덤:5집 빅백승 |